# スウィートバック
スウィートバック（Sweetback）は、シャーデーのメンバーで構成されるイングランドのバンドで、フロント・ウーマンであるシャーデー・アデュは含まれていない。彼らはR&Bの含みを持つジャズ/ファンク・バンドである。スチュワート・マシューマン、ポール・デンマン、アンドリュー・ヘイルは、1984年から女性ボーカリストのシャーデー・アデュと一緒にレコーディングを行っている。スウィートバックというグループは、シャーデーの『Love Deluxe』ワールド・ツアーの終了となった1994年に結成された。彼らのアルバムは、リロイ・オズボーン、アメール・ラリュー、マックスウェル、アヤ（リサ・アヤ・トレニエ）、バハマディア、チョコレート・ジーニアス、エル・デバージなど多数のゲスト・ボーカリストをフィーチャーしている。

## メンバー
- スチュワート・マシューマン (Stuart Matthewman) - ギター、サクソフォーン
- ポール・スペンサー・デンマン (Paul Spencer Denman) - ベース、ドラム・マシーン
- アンドリュー・ヘイル (Andrew Hale) - ピアノ、キーボード

## ディスコグラフィ

### アルバム
- 『スウィートバック』 - Sweetback (1996年、Epic/Sony)
- 『Stage 2』 - Stage 2 (2004年、Epic/Sony)

### シングル
- "You Will Rise" (1997年、Epic/Sony)
- "Au Natural" (1997年、Epic/Sony)
- "Lover" (2004年、Epic/Sony)
- "Things You'll Never Know" (2004年、Epic/Sony)
- "Softly, Softly" (1996年)

### ミュージック・ビデオ
- "You Will Rise" (1997年)
- "Lover" (2004年)
- "Things You'll Never Know" (2004年)